# Elecciones parlamentarias de Portugal de 1910

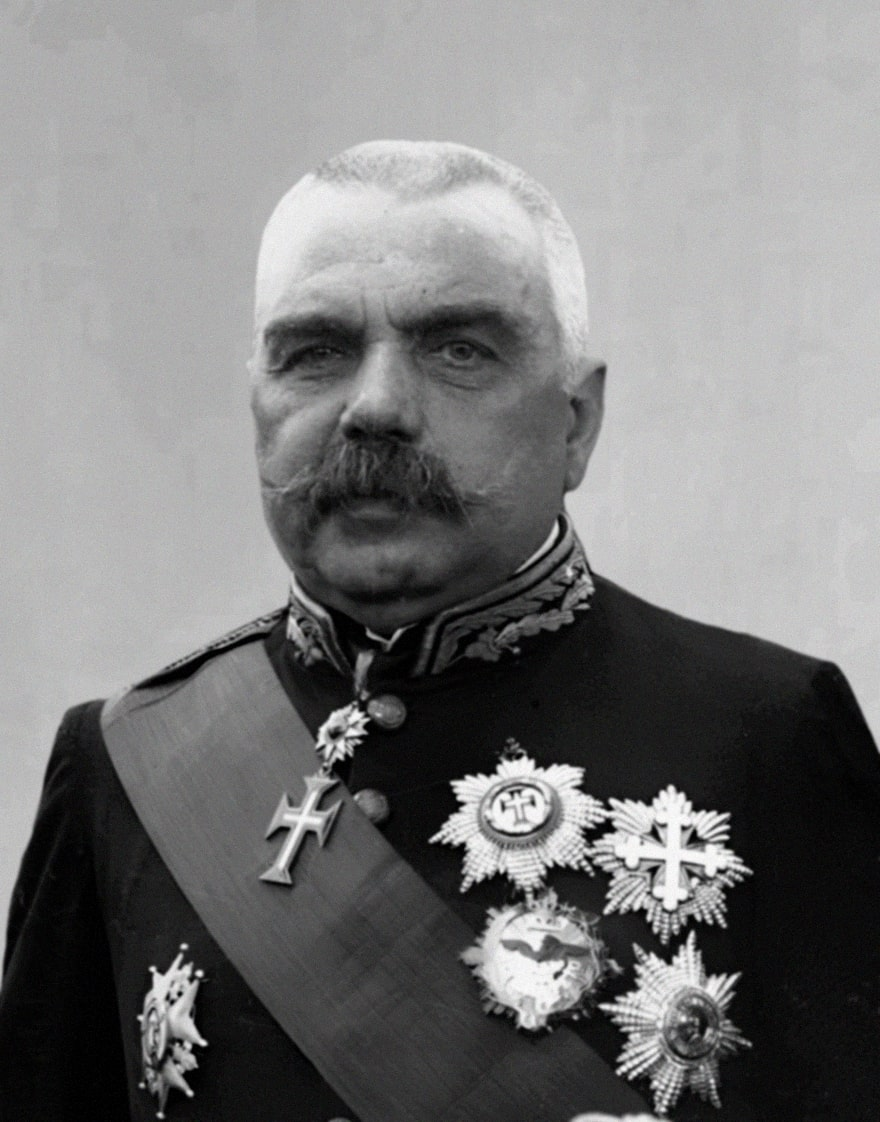
António Teixeira de Sousa, Presidente del Consejo de Ministros de Portugal desde junio hasta octubre de 1910.

Las elecciones parlamentarias de Portugal de 1910 se llevaron a cabo el 28 de agosto para elegir a los 155 diputados de la Cámara de Representantes. Los diputados fueron elegidos en circunscripciones electorales uninominales y plurinominales. Fueron las últimas elecciones generales durante el régimen monárquico portugués, poco antes de la proclamación de la República en Portugal en la revolución del 5 de octubre de 1910. Las elecciones fueron declaradas nulas por decreto el 24 de octubre de 1910 y los recién elegidos diputados no llegaron a ejercer sus funciones. Tras la proclamación de la República, fue elegida una Asamblea Constituyente en el año siguiente, reemplazando definitivamente el parlamento monárquico.

## Resultados
| Partido | Cámara de Representantes | Cámara de Representantes | Cámara de Representantes | Cámara de Representantes | Cámara de Representantes |
| Partido | Votos                    | %                        | Escaños | +/–                      | Fuentes                  |
| --- | ------------------------ | ------------------------ | --- | ------------------------ | ------------------------ |
| Bloque Liberal (incluyendo regeneradores y disidentes del Partido Regenerador)                                |                          |                          | 90 diputados, incluyendo: - 30 del Partido Regenerador - 8 disidentes del Partido Regenerador                                                        |                          | [ 2 ]                    |
| Bloque Conservador (incluyendo miembros progresistas, regeneradores, regeneradores liberales y nacionalistas) |                          |                          | 51 diputados, incluyendo: - 23 del Partido Progresista - 20 del Partido Regenerador - 5 del Partido Regenerador Liberal - 3 del Partido Nacionalista |                          | [ 2 ]                    |
| Partido Republicano Portugués                                                                                 |                          |                          | 14 diputados (todos del PRP) | +11                      | [ 2 ]                    |
| Votantes registrados / participación                                                                          | 695.471                  |                          | |                          | [ 2 ]                    |